# Шевцик, Владимир Карлович
Влади́мир Ка́рлович Ше́вцик (5 марта 1937, Москва — 25 ноября 2015, там же) — советский и российский кинооператор. Заслуженный деятель искусств Российской Федерации (2000). Член Российской академии кинематографических искусств «Ника».

## Биография
Окончил кинооператорский факультет ВГИКа в 1974 году (мастерская А. Г. Симонова). С 1960 года работал на киностудии «Мосфильм».
В 1975 году снял свой первый короткометражный фильм «Шире шаг, маэстро!» по рассказу Шукшина  с режиссёром-дебютантом Кареном Шахназаровым. Сотрудничество с Шахназаровым было продолжено в дальнейшем — были сняты фильмы «Добряки», «Мы из джаза», «Зимний вечер в Гаграх», «Американская дочь».
…Володе вообще присуща экспрессия и в жизни, и творчестве. Мне кажется, он мог бы создать любую пространственную атмосферу, реализовать любую визуальную задачу, независимо от масштаба и жанра. В этом смысле он универсальный художник с высоким уровнем мастерства, с тонким чувством изобразительной среды, особым чувством композиции, глубоким пониманием поставленной задачи… Он вообще очень пластичен, дружит с любым жанровым контекстом, в его работе не видно швов…
Владимир Шевцик работал с режиссёрами: Павлом Чухраем («Люди в океане»), Александром Миттой («Затерянный в Сибири», «Альфред Шнитке. Портрет с друзьями»), Вадимом Абдрашитовым («Парад планет»), Владимиром Хотиненко («Страстной бульвар», «Вечерний звон»), Петром Тодоровским («Жизнь забавами полна»).
В 2011 году Владимир Шевцик был награждён премией киноизобразительного искусства «Белый квадрат» Гильдии кинооператоров России — «За вклад в операторское искусство» имени Сергея Урусевского.
В фильме «Мы из джаза» Владимир Шевцик исполнил песни «А ну-ка убери свой чемоданчик» и «Прости-прощай, Одесса-мама» которые в кадре пел герой Панкратова-Чёрного. В следующем фильме Карена Шахназарова «Зимний вечер в Гаграх» Владимир Шевцик исполнил песню «Дружба» («Когда простым и нежным взором…») дуэтом с Ларисой Долиной (в кадре пели Наталья Гундарева и Сергей Никоненко).
Преподавал на «Мосфильме» на «Курсах по подготовке специалистов» по специальности «ассистент оператора» (второй оператор), прививая своим ученикам уважение к профессии, воспитывая профессионалов, чтобы не ронять уровень кинопроизводства «Мосфильма»: «Мы хотим повысить в некоторой степени культурный уровень, чтобы не умертвить до конца профессию, пытаемся сохранить лицо кинематографа. Мы — за культуру, чтобы были профессионалы, чтобы продюсерам можно было кого-то противопоставить, повысить какие-то требования в кино».
Сын — Константин, выпускник института иностранных языков, занимается веб-дизайном, учился на режиссёрских курсах. После развода родителей с пятилетнего возраста воспитывался отцом.
Владимир Карлович Шевцик умер 25 ноября 2015 года в Москве. Урна с прахом в колумбарии на Ваганьковском кладбище.

## Фильмография

### Кинооператор
- 1975 — Шире шаг, маэстро! — к/м
- 1979 — Добряки
- 1980 — Люди в океане
- 1969 — Шутка?! — к/м
- 1983 — Мы из джаза
- 1984 — Парад планет
- 1986 — Зонтик для новобрачных
- 1987 — На исходе ночи
- 1987 — Два часа с бардами
- 1987 — Защитник Седов
- 1988 — Гражданин убегающий
- 1989 — Грань
- 1989 — Визит дамы
- 1990 — Затерянный в Сибири
- 1993 — Мне скучно, бес
- 1993 — Чтобы выжить
- 1994 — Альфред Шнитке. Портрет с друзьями — док. фильм
- 1995 — Американская дочь
- 1999 — Страстной бульвар
- 1999 — Врата Евы
- 2001 — Эмигрантка, или Борода в очках и бородавочник
- 2002 — Ледниковый период
- 2002 — Главные роли
- 2002 — Жизнь забавами полна
- 2003 — Вечерний звон
- 2004 — Мелюзга
- 2004 — Новый год отменяется!
- 2005 — Игра мимо нот
- 2007 — Паутина
- 2007 — Прощай, доктор Чехов!
- 2007 — Путешествие
- 2009 — Красная комната

### Сценарист
- 2001 — Эмигрантка, или Борода в очках и бородавочник

### Художник
- 1993 — Мне скучно, бес

## Награды
- 2000 — почётное звание «Заслуженный деятель искусств Российской Федерации»  — за заслуги в области искусства[7]
- 2011 — премия киноизобразительного искусства «Белый квадрат» Гильдии кинооператоров России — «За вклад в операторское искусство» имени Сергея Урусевского[2]